# Etapa de Campo Grande da Fórmula Truck

Mapa do autódromo.

A  Etapa de Campo Grande da Fórmula Truck é um dos circuitos tradicionais da Fórmula Truck, realizada no Autódromo Internacional Orlando Moura, em Campo Grande, em Mato Grosso do Sul.
A Truck realiza provas em Campo Grande desde 2001, nesta primeira prova o autódromo foi inaugurado em 5 de Agosto de 2001, com a realização da 6° etapa da Fórmula Truck daquela temporada 
O acidente na primeira volta da temporada de 2005, na qual se envolveram 19 dos 23 caminhões, também é outro evento lembrado nesta etapa sul-mato grossense.

## Campeões
- 2001 - Wellington Cirino
- 2003 - Wellington Cirino
- 2004 - Leandro Totti